# Molina (Chili)
Molina is een gemeente in de Chileense provincie Curicó in de regio Maule. Molina telde 45.976 inwoners in 2017 en heeft een oppervlakte van 1552 km².